# Argilloecia conoidea
Argilloecia conoidea is een mosselkreeftjessoort uit de familie van de Pontocyprididae. De wetenschappelijke naam van de soort is voor het eerst geldig gepubliceerd in 1923 door Sars.